# 괴담 (1965년 영화)
괴담(怪談, Ghost Story)은 일본에서 제작된 고바야시 마사키 감독의 1965년 공포, 판타지 영화이다. 미쿠니 렌타로 등이 주연으로 출연하였고 와카츠키 시게루 등이 제작에 참여하였다.

## 출연

### 주연
- 미쿠니 렌타로
- 아라타마 미치요

### 조연
- 와타나베 미사코
- 나카다이 타츠야
- 키시 케이코
- 나카무라 카츠오
- 탄바 테츠로
- 나카무라 가네몬
- 타키자와 오사무

## 제작진
- 원작자: 라프캐디오 헌

## 같이 보기
- 귀 없는 호이치